# Ухтомский, Иван Юрьевич
Князь Иван Юрьевич Ухтомский — стольник, завоеводчик и окольничий во времена правления Алексея Михайловича, Фёдора Алексеевича, правительницы Софьи Алексеевны, Ивана V и Петра I Алексеевичей.
Из княжеского рода Ухтомские. Четвёртый из пяти сыновей князя Юрия Михайловича Ухтомского. Имел братьев, князей: стольника — Василия, стряпчего — Михаила-Варфаломея, умершего от раны полученной в 1678 году под Чигирином — Петра, стольника и завоеводчика в Крымских походах, московского дворянина — Владимира Юрьевичей.

## Биография
В 1658-1676 годах в Боярской книге показан в стряпчих. В мае 1660 года ставил яства перед боярами на государевом столе в Грановитой палате при приёме грузинского царевича Николая. В 1676-1686 годах стольник. В апреле 1687 года двадцать четвёртый завоеводчик в Крымском походе. В 1690-1692 годах в Боярской книге записан окольничим и показан при царях Иване V и Петре I Алексеевичах тридцать шестым окольничим.
По родословной росписи показан бездетным.

## Критика
Не путать с князем Иваном Юрьевичем Ухтомским бывшим в 1545 году вторым воеводой пятого полка войск левой руки в Казанском походе и указанным в "Российской родословной книге" П.В. Долгорукова под № 27, в отличие от князя Ивана Юрьевича под № 74, о ком статья.